# Hans Georg von Arnim-Boitzenburg
Hans Georg von Arnim-Boitzenburg (Boitzenburg, Uckermark, 1583 — Dresden, 28 de abril de 1641) muitas vezes referido como Johann Georg von Arnim, foi um general alemão. Em momentos diferentes durante a Guerra dos Trinta Anos, foi marechal do Sacro Império Romano, e marechal de campo do seu oponente, o Eleitorado da Saxônia. Executou também várias tarefas como diplomata.

## Biografia
Arnim nasceu em Boitzenburger Land, Brandemburgo. Estudou depois em Frankfurt an der Oder, Leipzig e Rostock. De 1613 a 1617 serviu no exército sueco sob o comando do rei Gustavo Adolfo contra a Rússia. Durante alguns anos foi enviado em missão secreta entre Gustavo Adolfo da Suécia e o Eleitor de Brandemburgo para organizar o casamento com Maria Leonor de Brandemburgo, depois, entre 1621 e 1622, com o seu regimento alemão auxiliou o rei da Polônia-Lituânia na luta contra o Império Otomano.
Em 1626, apesar de ser um protestante, foi persuadido por Albrecht von Wallenstein para entrar para o novo exército do Sacro Império Romano. Rapidamente foi promovido ao posto de marechal de campo, e ganhou a estima de seus soldados, bem como a de seu comandante, de quem se tornou amigo próximo e aliado fiel. Este apego a Wallenstein, e um espírito de tolerância religiosa, foram os motivos que o levaram a ter uma estranha carreira militar e uma inconstância política.
Arnim deixou o serviço imperial em decorrência do Édito da Restituição e da demissão de Wallenstein. Entrou para o exército de João Jorge I da Saxônia, e esteve no comando da ala esquerda do exército de Gustavo Adolfo em Breitenfeld (1631). Invadiu depois a Boêmia, tomou Praga, e foi vitorioso em Nimburg (atual Nymburk), e em 1632 retornou à Saxônia, e depois lutou em Brandemburgo e na Silésia. Foi um dos principais agentes nas negociações entre João Jorge I e Wallenstein, que foram encerradas com a morte deste último em 1634. Depois disso, Arnim derrotou o exército imperial em Liegnitz e atuou em conjunto com Bauer na Boêmia, mas a partir deste momento se tornou cada vez mais distante dos suecos.
Em protesto contra a Paz de Praga, Arnim deixou as forças saxônicas em 1635. Foi sequestrado por Axel Oxenstierna, por alegadas intrigas com Wallenstein contra a Suécia, e foi levado para Estocolmo em 1637, mas fugiu para Hamburgo em novembro de 1638 e, posteriormente, dedicou-se a libertar a Alemanha da dominação estrangeira. Estava encarregado de uma campanha, como tenente-general das forças imperiais e saxônicas contra os franceses e suecos, quando morreu em Dresden.